# Bella Swan
Isabella "Bella" Marie Swan (sau này Bella Marie Cullen)  là nhân vật hư cấu và là vai chính của bộ tiểu thuyết Chạng vạng, của tác giả Stephenie Meyer. Chạng vạng bao gồm 4 tiểu thuyết Chạng vạng, Trăng non, Nhật thực và Hừng Đông được kể lại theo lời Bella.
Trong series, sau khi Bella chuyển tới Forks, Washington, cô gặp gỡ gia đình Cullen thần bí và yêu anh chàng Edward Cullen. Tuy nhiên, cô nhanh chóng tìm ra sự thật đằng sau những thói quen kì lạ của họ: đó là một gia đình ma cà rồng "ăn chay", họ không đụng đến máu người mà chỉ uống máu của động vật. Tình yêu giữa Edward và Bella đã đẩy cuộc sống của cô rơi vào vòng nguy hiểm khi suýt bị ma-cà-rồng du cư, James giết chết. Để cô được an toàn, Edward rời Forks dù rất đau khổ. Bells vô cùng hụt hẫng sau sự ra đi của Edward và chính trong lúc này,Jacob Black, một người sói tộc da đỏ Quileute đã ở bên cô và cô cũng yêu mến cậu. Khi Edward trở về, họ tiếp tục đối mặt với nguy hiểm khác, đó là đội quân ma-cà-rồng sơ sinh do Victoria, người tình của James, tạo ra để trả thù Bella. Gia đình Cullen cùng đội sói đã tạo nên hiệp ước ngừng chiến và cùng nhau tiêu diệt chúng. Edward và Bella làm đám cưới và có kỳ trăng mật ở đảo Esme. Sau thời gian đó, Bella phát hiện mình đã có thai. Khi họ trở về, đứa bé đã phát triển rất nhanh và gần như giết chết mẹ nó. Edward đã biến Bella thành ma-cà-rồng để cứu cô, họ đặt tên con là Renesmee, đứa trẻ mang dòng máu nửa người, nửa ma cà rồng. Nghe tin ấy, nhà Volturi- những kẻ hành luật trong thế giới ma-cà-rồng kéo đến tấn công bởi bất kỳ một đứa trẻ bất tử nào cũng không được phép tồn tại. Gia đình Cullen và những người bạn đã giải thích và làm chứng thuyết phục Aro, kẻ cầm đầu để không có cuộc chiến nào xảy ra. Từ đó, họ sống hạnh phúc mãi mãi trong cuộc sống bất tử.

## Vai trò

### Chạng vạng
Chạng vạng nói về một cô gái 17 tuổi, Bella Swan, vừa chuyển tới từ Phoenix, Arizona để sống cùng bố tại Forks, Washington. Tại đây, cô bị cuốn hút bởi một nam sinh bí ẩn, Edward Cullen. Edward cứu cô thoát chết trong gang tấc như một siêu nhân, anh có làn da lạnh lẽo đôi mắt thường xuyên đổi màu và vẻ đẹp hoàn hảo. Qua câu truyện truyền thuyết mà Jacob Black,một người bạn da đỏ kể cho cô, Bella đã tìm hiểu và biết nhà Cullen là một gia đình ma-cà-rồng. Edward thừa nhận bí mật này, nhưng gia đình anh là những ma-cà-rồng "ăn chay", chỉ săn động vật chứ không đụng đến máu người người vì lý do đạo đức. Bất chấp nỗi đau đớn bởi cơn khát máu Bella gây ra, Edward vẫn yêu cô tha thiết. Tình yêu giữa họ càng trở nên gắn bó.
Trong một lần đến xem gia đình Edward chơi bóng chày (họ chỉ có thể chơi vào lúc có sấm bởi những tiếng ồn họ tạo ra mới không bị chú ý) Bella đã bất ngờ chạm trán những ma-cà-rồng du cư khát máu, James, Victoria và Laurent. Chúng tìm mọi cách để truy sát Bells. Edward cùng bác sĩ Carlisle, mẹ Esme, Rosalie và Emmett đánh lạc hướng chúng còn Jasper cùng Alice đưa Bella chạy trốn. James đã dụ cô ra căn phòng ba-lê một mình để giết chết cô. Nhưng Edward đã đến kịp lúc để cứu cô thoát khỏi James và kết liễu hắn. Sau vụ việc, cả hai lại hạnh phúc cùng nhau đến buổi dạ hội cuối năm, cô đã muốn Edward biến đổi mình nhưng anh không làm điều đó.

### Trăng non
Trăng non bắt đầu với nỗi buồn ngày sinh nhật thứ 18 của Bella vì nó sẽ làm cô già đi so với tuổi mười bảy vĩnh viễn của Edward. khi mở quà trong bữa tiệc sinh nhật tại nhà Cullen, Bella đã bị chảy máu, Jasper-bạn trai của Alice- đã không kiềm chế được, tấn công cô những đã kịp thời bị Edward ngăn lại. Sự việc đó khiến Edward hiểu rằng, mối quan hệ này khiến cuộc sống của cô gặp vô vàn nguy hiểm. Cố gắng bảo vệ Bella, anh nói dối rằng không còn yêu cô và chuyển đi cùng gia đình, bỏ lại cô trong tan nát và tuyệt vọng.
 Suốt một thời gian dài, Bella đã không ra khỏi nhà. Để làm yên lòng bố, Bella đi mua sắm cùng cô bạn Jessica. Ở đó, cô muốn thử xem Edward có xuất hiện giống như lần đã cứu cô khỏi một nhóm côn đồ, cô đã chạm trán với một nhóm côn đồ khác ở một quán bar và nhận ra mình có thể nhìn thấy hình ảnh của Edward khi gặp nguy hiểm. Hi vọng được nhìn thấy hình ảnh đó, Bella tìm kiếm sự mạo hiểm, cô nhờ Jacob Black sửa hai cái xe máy và dạy cô lái. Tình bạn phát triển mãnh liệt giữa hai người đã làm tâm trạng Bella khá lên rất nhiều. Khi ma cà rồng Laurent- đồng Đảng của James và Victoria, định tấn công cô, Bella được một nhóm chó sói không lồ cứu thoát. Những con sói ấy chính là Jacob và đồng đội của cậu ấy.
Muốn nhìn thấy hình ảnh của Edward lần nữa, Bella thử một trò chơi của người sói-lao mình xuống biển từ vách đá dựng đứng đến suýt chết đuối và được Jacob cứu. Khi Alice nhìn thấy được những hình ảnh đó đã vội vàng đến gặp Bella và biết rằng cô còn sống, nhưng Rosalie đã nói với Edward rằng Bella đã tự tử và khi anh gọi đến nhà Bella thì Jacob nói rằng Charli đang sắp xếp đám tang nên Edward đã hiểu lầm Bella đã chết, anh đau khổ và đi đến Volterra, Ý, nơi ở của nhà Volturi- những kẻ nắm giữ quyền lực tối cao, để xin nhận lấy cái chết Volturi.Nhưng nhà Volturi không chấp thuận, Edward lại tìm kiếm đến cái chết bằng cách xuất hiện dưới ánh nắng trước mặt con người (luật lệ cấm tối thiểu của loài ma cà rồng). Alice về Forks, phát hiện ra sự thật và cùng Bella đến Ý ngăn cản Edward. Ba người nói chuyện với ngài Aro- người cầm đầu, hứa hẹn sẽ biến đổi Bella thành ma cà rồng. Volturi đe doạ sẽ giết Bella nếu lới hứa bị huỷ bỏ. Sau khi trở về, Edward nói với Bella rằng anh chưa bao giờ ngừng yêu cô và quyết định rời Forks chỉ vì muốn tốt cho cô. Anh xin lỗi về tất cả và cầu xin cô tha thứ và hứa sẽ mãi ở bên Bella. Bella mong muốn trở thành ma cà rồng, để gia đình Edward bỏ phiếu quyết định số phận cô. Tất cả trừ Rosalie và Edward đồng ý để cô biến đổi, nhưng Edward ra điều kiện chỉ biến đổi sau khi cô lấy anh làm chồng.

### Nhật thực
Nhật thực tiếp tục viết về mối tình tay ba Jacob- Bella- Edward. Edward giải thích anh không muốn biến đổi Bella bởi vì anh luôn bị ám ảnh bởi những điều cô sẽ phải hy sinh cho anh trong cuộc đời bất tử, những đặc điểm thân thuộc của cô và cả bản năng làm mẹ. Bella đồng ý lấy Edward với điều kiện anh sẽ đích thân biến đổi cô và ân ái với cô khi cô còn là con người. Bởi khi ấy, cô sẽ hoàn toàn là người của anh và Bella muốn lưu giữ một điều đáng nhớ trước khi trở nên bất tử. Cô hy vọng ký ức đó sẽ giảm bớt sự khát máu bản năng của cô sau khi biến đổi những năm đầu. Edward phản đối vì sợ không kiểm soát được bản thân và giết chết cô. Tuy nhiên, biết được ý nghĩa của điều đó đối với Bella, anh đã đồng ý thử.
Ngay lúc đó, Victoria, người tình của James đã quay lại với một đội quân ma-cà-rồng mới sinh mà ả tạo ra để trả thù Bella. Chúng đã tạo nên một cuộc thảm sát ở thành phố Seatle với con sô người chết nhiều vô kể. Nhà Cullen đã mong có được sự trợ giúp của gia đình Tanya- những người bạn phương Bắc thân thiết của họ nhưng đã không được chấp nhận. Một người chị em của họ là Irina đã phải lòng Laurent và vô cùng căm ghét người sói bởi dã giết chết gã khi gã sắp xuống tay với Bella. Chống lại mối nguy hiểm này, một hiệp ước ngừng chiến giữa nhà Cullens và nhóm người sói cầm đầu bởi Sam Uley và Jacob Black được thành lập và liên kết họ lại. Bella chỉ xem Jacob như một người bạn nhưng, cuối cùng cô đã nhận ra rằng cô cũng đã yêu cậu. Đội sói và gia đình Cullen tiêu diệt mười tám ma-cà-rồng ở khu đất trống. Edward và Seth- cậu bé người sói cùng chiến đấu với ả Victoria và Riley- tên tay chân chưa đầy một năm tuổi. Họ để lại một ma-cà-rồng sơ sinh chịu đầu hàng, Bree Tanner. Tuy vậy, khi đám cảnh y vệ nhà Volturi xuất hiện, cô bé ấy đã phải chết. Bella hiểu rằng Edward là người quan trọng nhất trong cuộc đời cô và, cô quyết định nói với bố về đám cưới.

### Hừng Đông
Mở đầu Hừng Đông, Bella kết hôn Edward, hôn lễ được sắp xếp bởi Alice- cô em gái của Edward. Họ hưởng trăng mật tại đảo Esme, một món quà mà bác sĩ Carlisle tặng cho mẹ Esme. Họ quyết định thử điều mà Bella muốn và sáng hôm sau cô tỉnh dậy cùng vô số vét bầm tím trên cơ thể khiến Edward cảm thấy có lỗi và không muốn ân ái cùng cô nữa. Ngay sau đó, Bella gặp những triệu chứng lạ, các sinh hoạt của cô thay đổi và bụng bắt đầu phình to, cô biết mình đã mang giọt máu của Edward. Anh vô cùng ngạc nhiên khi biết chuyện. Họ trở về nhà, Edward gần như mất trí khi cái thai tàn phá sức khoẻ Bella nhanh chóng và ép cô phá thai, nhưng Bella kiên quyết sinh con. Sau rồi Edward bắt đầu yêu thương con sau khi nghe được suy nghĩ của đứa bé rằng nó rất yêu mẹ và không bao giờ muốn làm cô đau đớn. Bella chết lâm sàng khi đứa bé phá vỡ hết xương sườn của cô để chui ra, nhưng Edward cứu sống được đứa trẻ và biến đổi Bella thành ma cà rồng để cứu cô. Trong thời gian biến đổi của Bella, Jacob nhận ra mình đã tìm được "duyên ngầm" của mình như theo truyền thuyết của người sói— đó là đứa trẻ mới sinh, con gái bé bỏng của Bella Renesmee Carlie Cullen.
Khi ma-cà-rồng Irina, người chị em của Tanya đến nhà Cullen để xin lỗi vì đã không làm đúng tinh thần gia đình- giúp đỡ nhà Cullen khi Victoria tấn công. Co đã nhìn thấy con gái của Edward và tưởng nhầm Renesmee là đứa trẻ bất tử (một điều cấm kị của giới ma cà rồng). Vì người mẹ của ba chị em nhà Tanya trước đây đã bị giết chết vì tạo ra những đứa trẻ này, nỗi đau đã khiến Irina mù quáng, cô lập tức tìm đến nhà Volturi, tố giác để họ trừng phạt nhà Cullen. Trong lúc này, Bella đã phát hiện ra khả năng đặc biệt của ma-cà-rồng bất tử nơi cô. Cũng giống nhưu Edward đọc được suy nghĩ và Alice có thể biết trước tương lai, Bella có thể tạo ra tấm màn chắn che chở mọi người khỏi sự tấn công của đám ma-cà-rồng người Ý kia. Edward cùng gia đình đã mời được rất nhiều nhân chứng, những người bạn giống họ ở khắp nơi để chứng minh được Renesmee không phải mối hiểm hoạ. Sau khi nhà Volturi rút quân, Edward, Bella cùng con gái sống cuộc đời bất tử hạnh phúc mãi mãi.

## Đặc điểm

### Hình thể
Bella được miêu tả trong tiểu thuyết cùng thông tin trên trang cá nhân của Meyer là một cô gái có làn da trắng mịn, mái tóc dài nâu sẫm, suôn mượt và đôi mắt nâu sô-cô-la ấm áp cùng gương mặt trái xoan. Bella không bao giờ được miêu tả chi tiết. Stephenie Meyer giải thích rằng "bỏ qua những sự miêu tả chi tiết về Bella để độc giả dễ dàng hoá thân vào nhân vật".
Bella cũng có một vết sẹo hình trăng khuyết ở tay vì bị James cắn. Vết sẹo được miêu tả là trắng ngà, lạnh, và lấp lánh dưới ánh nắng như làn da của ma cà rồng. Sau Bella được Edward biến đổi thành ma cà rồng, cô trở nên vô cùng xinh đẹp, làn da nhợt nhạt giờ đây trắng hơn bao giờ hết, màu tóc sẫm hơn, và đôi môi đầy đặn hoàn hảo- vẻ đẹp của cuộc sống bất tử.

### Khả năng
Bella được miêu tả như một người biết quan tâm, chu đáo, thông minh và sâu sắc, đồng thời cũng rất vụng về và bướng bỉnh. Cô có tâm tư khép kín, là người duy nhất Edward không thể đọc được suy nghĩ, cô luôn mơ ước được trở thành một ma cà rồng để sống mãi bên anh. Bella có thứ máu đặc biệt quyến rũ mọi ma-cà-rồng. Sau khi trở thành ma cà rồng, cô có một cái nhìn sáng rõ hơn về thế giới xung quanh. Cô cũng có khả năng kiểm soát tuyệt vời so với những ma-cà-rồng sơ sinh, có thể kiềm chế trước mùi hương của máu người trong lần đầu đi săn. Bella có khả năng tạo từ trường bảo vệ cho mình và người xung quanh trước bất cứ năng lực của một ma cà rồng nào. Cô cũng được Edward miêu tả là "vô cùng duyên dáng", mặc dù rất hậu đậu.

## Lên màn ảnh
Trong phim phỏng theo Chạng vạng, Bella được thể hiện bởi nữ diễn viên Kristen Stewart. Meyer thừa nhận bà "rất háo hức" được thấy Stewart diễn vai Bella trong một khung cảnh rộng lớn như phim trường.